# هيرتا هوير
هيرتا هوير (بالألمانية: Herta Heuwer )‏ (و. 1913 – 1999 م) هي طاهية ألمانية، ولدت في كونيغسبرغ، توفيت في برلين، عن عمر يناهز 86 عاماً، بسبب مرض.